# Chrosioderma albidum
Espèce
Chrosioderma albidum est une espèce d'araignées aranéomorphes de la famille des Sparassidae.

## Distribution
Cette espèce est endémique de la région Diana à Madagascar,.

## Description
La femelle subadulte holotype mesure 6,5 mm. Le mâle décrit par Silva-Dávila en 2005 mesure 7,2 mm et la femelle 10,1 mm.

## Publication originale
- Simon, 1897 : Histoire naturelle des araignées. Paris, vol. 2, p. 1-192 (texte intégral).